# Монорейка Джексонвілла
Монорейкова дорога в Джексонвіллі (англ. Jacksonville Skyway) —  в місті Джексонвілл, штат Флорида, США. Експлуатується Транспортним підприємством Джексонвілла. Довжина траси становить 4 кілометри, вона з'єднує дві частини центру Джексонвілла, які розділені річкою Сент-Джонс. Кожен потяг може мати від 2 до 6 вагонів. Потяги розвивають швидкість до 56 км/год і перетинають Сейнт-Джонс через міст Екоста.

## Історія
Обговорення проєкту будівництва автоматизованої лінії піплмувера почалося у 1972 році, у 1976 проєкт було включено у план розвитку міста. Але до реалізації діло дійшло лише у 1987 році коли був підписаний контракт з французькою компанією Matra на будівництво початкової ділянки з трьох станцій, що відкрилися у травні 1989 року. Проєктування розширення лінії на північ та ділянки в напрямку станції «San Marco» почалося у 1992 та 1995 відповідно. Але перемовини з Матра виявилися безуспішними, тому у 1994 році був підписаний контракт з Bombardier. Через те що технологія що використовувалася Matra відрізнялася від технології Bombardier, лінія була закрита на перебудову 15 грудня 1996 року. Вагони що використовувалися на лінії були продані до Чиказького аеропорту між терміналами якого працює лінія піплмувера. Перебудована лінія відкрилася рівно через рік.

### Хронологія розвитку
- 1989 рік  — відкриття початкової ділянки «Convention Center»—«Central», з 3 станцій.
- 15 грудня 1997 — розширення на 2 станції до «Rosa Parks».
- 30 жовтня 1998 — розширення на 1 станцію, ділянка «Central»—«San Marco».
- 1 листопада 2000 — розширення на 2 станції, ділянка «San Marco»—«Kings Avenue».

## Галерея

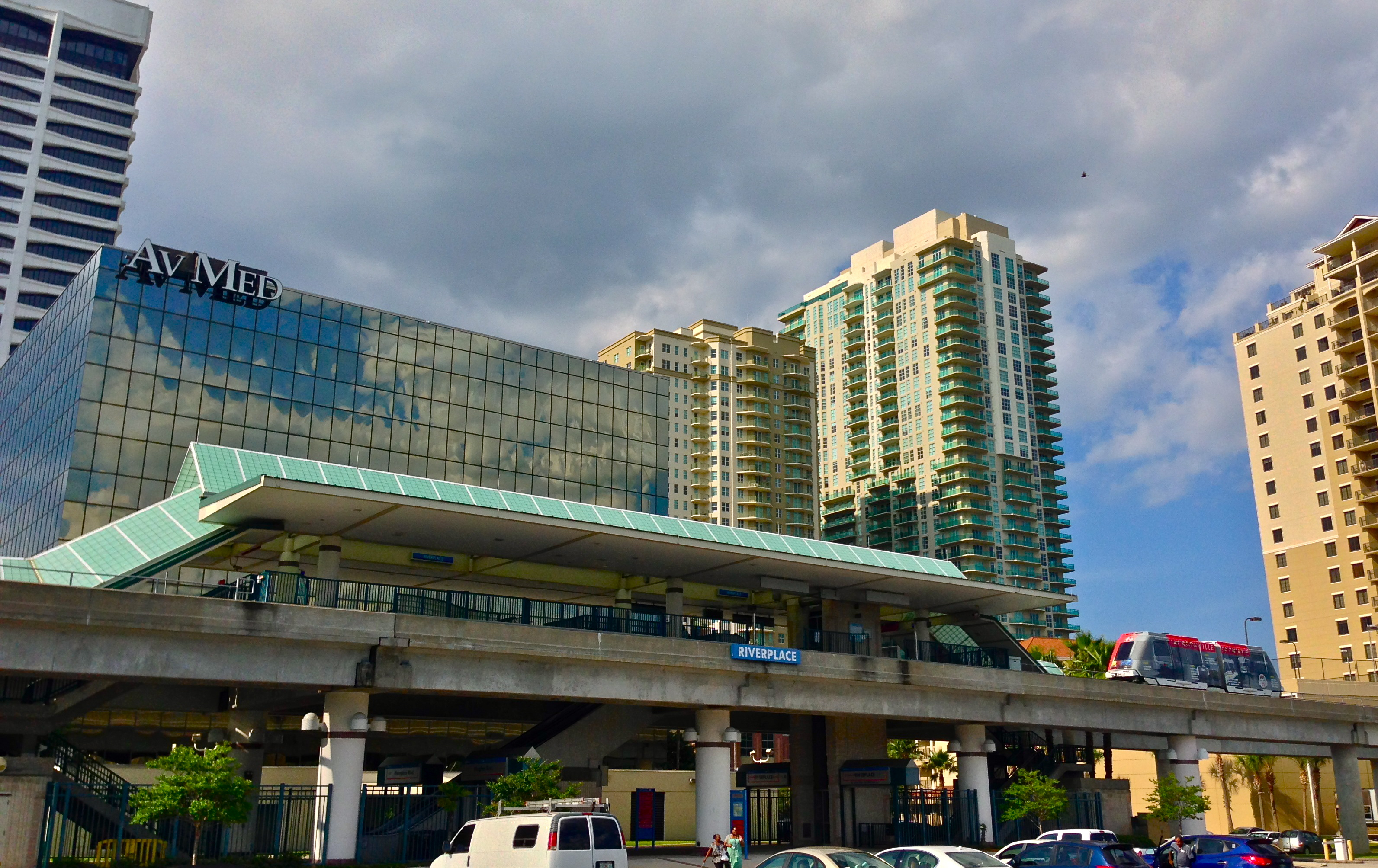
Станція «Riverplace»
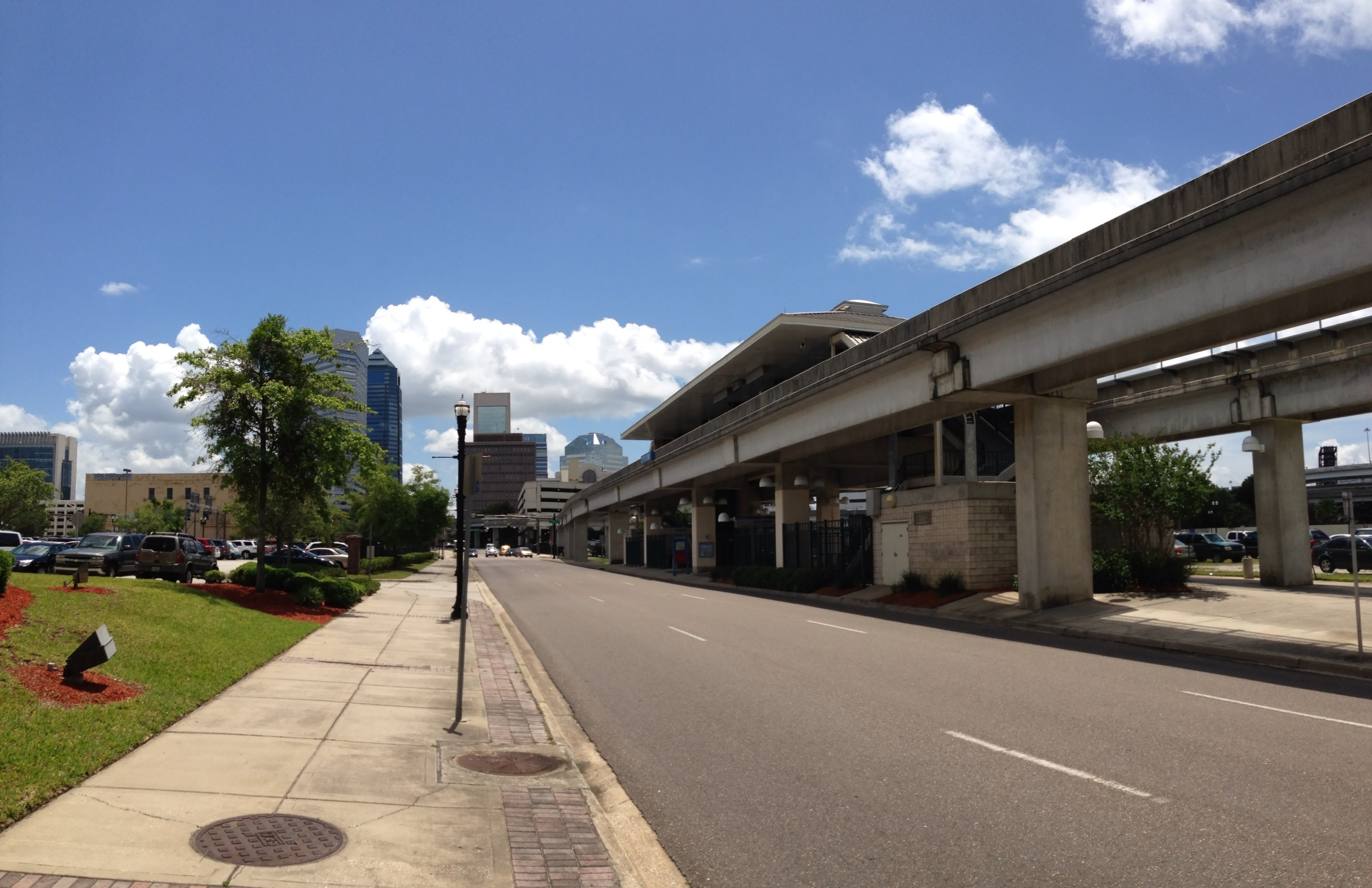
Естакада монорейки біля станції «Jefferson»
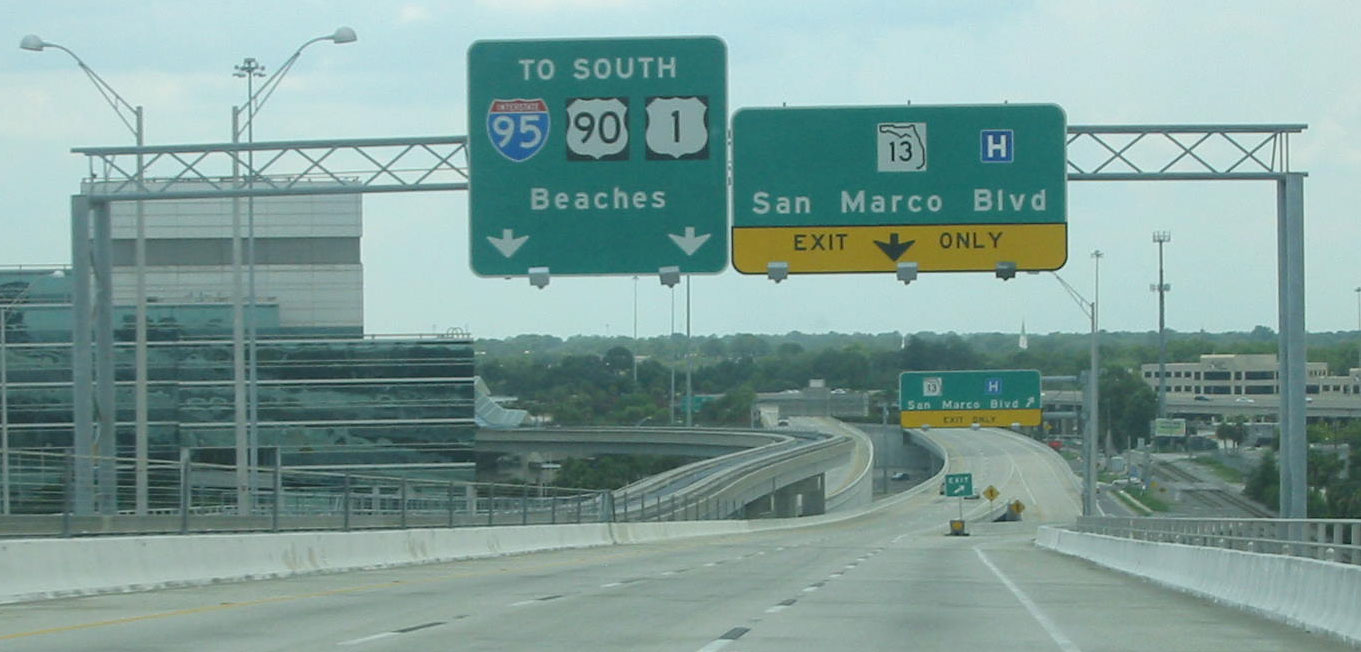
Вид з південної частини мосту Екоста, естакада монорейки по середині